# Escut de la Pobla de Montornès
L'escut oficial de la Pobla de Montornès té el següent blasonament:
Escut caironat: d'or, un mont movent de la punta de sinople, carregat d'un poble d'argent i somat d'un castell obert de porpra. Per timbre, una corona de poble.

## Història
Va ser aprovat el 26 d'abril de 2013 i publicat al DOGC el 15 de maig del mateix any amb el número 6376.
El senyal heràldic tradicional del municipi, si més no des del segle xix, mostrava el castell dalt d'un turó, al peu del qual hi ha el poble, tot dibuixat de manera naturalista, que en el nou escut oficialitzat s'ha estilitzat segons les normes heràldiques actuals. El castell de Montornès, del segle xi, es troba a l'origen de la localitat, que fou propietat del monestir de Santes Creus fins a l'època moderna.